# Keisha

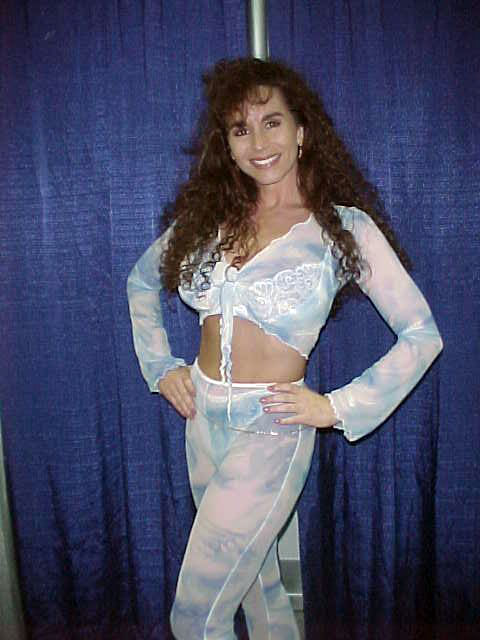
Keisha (2000)

Keisha (* 25. Oktober 1966 in Los Angeles, Kalifornien als Melissa Christian; auch bekannt als Keisha Dominguez, Keicha, Raquel Reos und Raquel Rios) ist eine US-amerikanische Schauspielerin sowie ehemalige Pornodarstellerin und Stripperin.

## Leben
Keisha wurde in Los Angeles geboren und besuchte die Westchester High School in Los Angeles, die sie 1984 im Alter von 17 Jahren abschloss. Ihr exotisches Aussehen ist auf ihre primär lateinamerikanische Herkunft zurückzuführen. Nach ihren eigenen Angaben hatte ihr Vater spanische, mexikanische und indianische Vorfahren, ihre Mutter schwedische und englische. Nach der High School nahm sie 1984 eine Stelle als Sekretärin bei einem Rechtsanwalt an. Um ihr Gehalt aufzubessern, arbeitete sie ab 1985 zusätzlich bei einem Telefonsex-Unternehmen. 1986 lud dessen Eigentümer sie und einige ihrer Kolleginnen zur Verleihung der XRCO Awards ein. Danach beschloss sie, Pornodarstellerin zu werden und arbeitete zunächst bei dem Telefonsex-Unternehmen zusätzlich auch als Modell für Pornobilder ihres Arbeitgebers. Ihr erster Pornofilm war Reckless Passion.
Seitdem spielte sie in über 300 Pornofilmen und -videos mit. 1987 begann sie, auch als Stripperin aufzutreten und spielte deswegen seit 1990 seltener in Filmen mit. Von 1996 bis 1999 studierte sie Psychologie. Keisha wurde in die AVN Hall of Fame und in die XRCO Hall of Fame aufgenommen.

## Tätigkeit als Schauspielerin
Keisha trat auch als Schauspielerin in verschiedenen Spielfilmen auf, zum Beispiel 2006 in ihrer Rolle als Michelle in der Komödie Beer League, 1996 in dem Thriller The Sweeper und 1990 in dem  Horrorfilm Watchers II, wobei sie in den zwei letzteren unter dem Namen „Raquel Rios“ aufgeführt wurde.

## Auszeichnungen
- 1998: Aufnahme in die AVN Hall of Fame[8]
- 2006: XRCO Hall of Fame XRCO[9]

## Filme
- Virgin Heat (1986)
- Games Couples Play (1987)
- Get Me While I'm Hot (1987)
- Honeymooners (1987)
- Out of Control (1987)
- Restless Passion (1987)
- Rising (1987)
- Ali Boobie And The 40 D's (1988)
- Boom Boom Valdez (1988)
- California Native (1988)
- Dirty Laundry (1988)
- ETV (1988)
- Piece Of Heaven (1988)
- Body Music (1989)
- What A Country (1989)
- Body Music 2 (1990)
- Sleeping with Everybody (1992)
- Pussyman 4 (1993)
- Secret Diary (1994)
- Mysteria (1995)
- Sodomania 34 (2000)
- Seasoned Players (2008)